# Campeonato Sudamericano de Football 1939
Il Campeonato Sudamericano de Football 1939 fu la quindicesima edizione della Coppa America di calcio. Fu organizzato dal Perù e tutte le partite si disputarono all'Estadio Nacional di Lima dal 15 gennaio al 12 febbraio 1939.

## Nazionali partecipanti
| N° | Nazione   | Iscrizione CONMEBOL | Note                                    |
| -- | --------- | ------------------- | --------------------------------------- |
| 1  | Argentina | 1916                | Detentore Coppa America 1937 - Rinuncia |
| 2  | Brasile   | 1916                | Rinuncia                                |
| 3  | Cile      | 1916                |                                         |
| 4  | Uruguay   | 1916                |                                         |
| 5  | Paraguay  | 1921                |                                         |
| 6  | Perù      | 1925                | Nazione ospitante                       |
| 7  | Bolivia   | 1926                | Rinuncia                                |
| 8  | Ecuador   | 1927                |                                         |
| 9  | Colombia  | 1936                | Rinuncia                                |

Si registrava dunque l'esordio nella rassegna continentale dell'Ecuador. Clamorosi invece i forfait dell'Argentina campione in carica e del Brasile.

## Formula
La formula prevedeva che le cinque squadre partecipanti si affrontassero in un unico girone all'italiana, la cui prima classificata avrebbe vinto il torneo. Per ogni vittoria si attribuivano 2 punti, 1 per ogni pareggio e 0 per ogni sconfitta.

## Riassunto del torneo
Assenti Argentina e Brasile, era l'Uruguay la grande favorita, anche se la generazione dei campioni olimpici e mondiali era ormai uscita dal giro della Celeste. In breve però la sorpresa fu data dal Perù padrone di casa che, trascinato dalla formidabile coppia d'attacco formata da Teodoro Fernández (alla fine capocannoniere del torneo con 7 goal) e Jorge Alcalde, travolse Ecuador (5-2), Cile (3-1) e Paraguay (3-0). Nell'ultimo match contro l'Uruguay, i blanquirrojos passarono dopo appena sette minuti con Alcalde, raddoppiando al 35' con Bielich. Sul finire del primo tempo Porta accorciò le distanze per l'Uruguay, ma, nonostante i ripetuti attacchi uruguaiani, il Perù riuscì a difendersi vincendo per la prima volta il trofeo.

## Risultati
| Arbitro: | March |

|                                              |           |                  |
| Barrios 6’ Godoy 7’ 10’ Mingo 73’ Aquino 87’ | Marcatori | 9’ (rig.) Sorrel |

| Arbitro: | Puyol |

|                                         |           |                 |
| T. Fernández 6’ 34’ 77’ Alcalde 16’ 58’ | Marcatori | 55’ 89’ Alcívar |

| Arbitro: | Cuenca |

|                                              |           |  |
| Porta 22’ S. Varela 53’ 55’ 81’ Lago 65’ 70’ | Marcatori |  |

| Arbitro: | Puyol |

|                                         |           |               |
| T. Fernández 46’ 65’ (rig.) Alcalde 80’ | Marcatori | 55’ Domínguez |

| Arbitro: | Cuenca |

|                                         |           |                   |
| S. Varela 11’ Camaití 30’ Chirimini 73’ | Marcatori | 3’ Muñoz 39’ Luco |

| Arbitro: | Vargas |

|                                  |           |  |
| T. Fernández 11’ 30’ Alcalde 78’ | Marcatori |  |

| Arbitro: | Puyol |

|                                            |           |            |
| Toro 6’ Avendaño 15’ 79’ Sorrel 19’ (rig.) | Marcatori | 35’ Arenas |

| Arbitro: | Enrique Cuenca |

|                                         |           |             |
| Lago 14’ S. Varela 40’ (rig.) Porta 66’ | Marcatori | 59’ Barrios |

| Arbitro: | Cuenca |

|                                 |           |            |
| Mingo 4’ Godoy 61’ Barreiro 63’ | Marcatori | 75’ Arenas |

| Arbitro: | Vargas |

|                        |           |           |
| Alcalde 7’ Bielich 35’ | Marcatori | 44’ Porta |

## Classifica finale
| Pos. | Squadra  | Pt | G | V | N | P | GF | GS | DR  |
| ---- | -------- | -- | - | - | - | - | -- | -- | --- |
| 1.   | Perù     | 8  | 4 | 4 | 0 | 0 | 13 | 4  | +9  |
| 2.   | Uruguay  | 6  | 4 | 3 | 0 | 1 | 13 | 5  | +8  |
| 3.   | Paraguay | 4  | 4 | 2 | 0 | 2 | 9  | 8  | +1  |
| 4.   | Cile     | 2  | 4 | 1 | 0 | 3 | 8  | 12 | -4  |
| 5.   | Ecuador  | 0  | 4 | 0 | 0 | 4 | 4  | 18 | -14 |

## Classifica marcatori
7 goal
- T. Fernández. Ruiz Sanchez

5 goal
- J. Alcalde;
- S. Varela.

3 goal
- Godoy e Barrios;
- Lago e Porta.

2 goal
- Avendaño e Sorrel;
- Alcívar e Arenas.

1 goal
- Domínguez, Luco, Muñoz e Toro;
- Aquino, Barreiro e Mingo;
- Bielich;
- Camaití e Chirimini.

## Arbitri
- Alfredo Vargas
- Alberto March
- Enrique Cuenca
- Carlos Puyol